# Fukang
Cet article concerne la ville de Chine. Pour la météorite, voir Météorite de Fukang.
Cette page contient des caractères spéciaux ou non latins. S’ils s’affichent mal (▯, ?, etc.), consultez la page d’aide Unicode.
Fukang (阜康 ; pinyin : Fùkāng) est une ville de la région autonome du Xinjiang, en Chine. C'est une ville-district placée sous la juridiction de la préfecture autonome hui de Changji.

## Démographie
La population du district était de 151 308 habitants en 1999.